# Алгазинское сельское поселение
Алга́зинское се́льское поселе́ние (чув. Малти Ишек ял тӑрӑхӗ) — муниципальное образование в Вурнарском районе Чувашии Российской Федерации.
Административный центр — деревня Алгазино.

## История
Статус и границы сельского поселения установлены Законом Чувашской Республики от 24 ноября 2004 года № 37 «Об установлении границ муниципальных образований Чувашской Республики и наделении их статусом городского, сельского поселения, муниципального района и городского округа».

## Население
| 2010  | 2012  | 2013  | 2014  | 2015  | 2016  | 2017  |
| ----- | ----- | ----- | ----- | ----- | ----- | ----- |
| 1519  | ↘1466 | ↘1460 | ↘1426 | ↘1403 | ↘1373 | ↘1339 |
| 2018  | 2019  | 2020  | 2021  |       |       |       |
| ↘1291 | ↘1263 | ↘1242 | ↘1224 |       |       |       |

## Состав сельского поселения
| № | Населённый пункт | Тип населённого пункта          | Население |
| - | ---------------- | ------------------------------- | --------- |
| 1 | Айгиши           | деревня                         | ↗238      |
| 2 | Алгазино         | деревня, административный центр | ↗432      |
| 3 | Кукшум           | село                            | ↗335      |
| 4 | Малды-Кукшум     | деревня                         | ↘95       |
| 5 | Хорн-Кукшум      | деревня                         | ↗159      |
| 6 | Чалым-Кукшум     | деревня                         | ↘312      |